# Sigurd Bødtker
Sigurd Bødtker (Trondheim, 2 de febrero de 1866-Oslo, 6 de marzo de 1928) fue un poeta y crítico literario noruego. 

## Biografía
Bødtker nació en Trondheim, provincia de Sør-Trøndelag, hijo de Fredrik Waldemar Bødtker (1824-1901), médico, y de Sophie Jenssen (1830-1898). Era hermano del químico Eyvind Bødtker, primo segundo del oficial Carl Fredrik Johannes Bødtker, del ingeniero Ragnvald Bødtker y del gobernador de la provincia, Eivind Bødtker, así como primo lejano del banquero y coleccionista de arte Johannes Sejersted Bødtker y del locutor Carl Bødtker. Su madre era hija del terrateniente Anthon Petersen Jenssen, y como tal Bødtker era nieto de Matz Jenssen, sobrino de Jens Nicolai, Hans Peter y Lauritz Dorenfeldt Jenssen y primo hermano de Christian Mathias, Anthon Mathias y Lauritz Jenssen.
Contrajo matrimonio con Ingrid Blehr (1881–1959) en julio de 1901, para divorciarse nueve años más tarde, en 1910. A través de la hermana de su mujer era cuñado de Gunnar Heiberg.

## Trayectoria
Terminó sus estudios de secundaria en 1884, y se matriculó en la Facultad de Derecho de la Universidad de Kristiania. Su estreno en 1888 como crítico literario, con la colección de poesía Elskov ('Amor'), no tuvo el éxito que esperaba. Fue culpado de "seducción", incurriendo en una violación de las normas de la universidad. El caso llegó a manos de la Corte Suprema de Noruega, y fue suspendido durante un año. Fue su primera y última obra de ficción, por lo que dedicó el resto del tiempo a acabar sus estudios, graduándose de la Universidad de Kristiania en 1891.
En 1896 fue contratado por el Ministerio del Interior de Noruega para trabajar como secretario. Ese mismo año tuvo oportunidad de trabajar como crítico literario para el periódico Morgenbladet. Después, tras un breve período en el Verdens Gang, se unió a Olaf Thommessen en la fundación del periódico Tidens Tegn. Bødtker trabajó para Tidens Tegn durante dos temporadas, solo interrumpidas por un puesto temporal en el Aftenposten. Bødtker trabajó como secretario en el Ministerio de Agricultura de Noruega de 1900 a 1903, para luego dedicarse a la crítica teatral a tiempo completo. Sus piezas críticas fueron publicadas más adelante en tres volúmenes, los primeros dos por Einar Skavlan en 1923 y 1924 y el último por Anton Rønneberg en 1929.
En 1905 Bødtker hizo campaña a favor de la disolución de la unión entre Noruega y Suecia a través de un panfleto. Falleció en marzo de 1928 en Oslo.

## Obra
- Elskov (1888)[1]
- Kristiania-premierer gjennom 30 aar: Sigurd Bødtkers teaterartikler (1923)[1]